# Jenny Drivala
Jenny Drivala  (görögül: Ζένι Δrivala; Kalamáta, Görögország, 1957 –) görög szoprán énekes.

## Élete
Bizánci irodalmat tanult az Athéni Nemzeti Egyetemen, klasszikus balettet, színészetet a Nemzeti Színház Iskolájában. Zongorázni (Aikis Pandzari és G. Arvanitaki segítségévél) és énekelni tanult Eirini Lambrinidou és Mireille Flery irányítása alatt az Athéni Konzervatóriumban. Zenei tanulmányait 1980-ban a Brémai Egyetemen folytatta John Modinosnál.
1983-ban debütált Donizetti Lammermoori Lucia című operájának címszerepében a Görög Nemzeti Operában és az olaszországi Bariban a Teatro Petruzzelliben. 
1982 és 2007 között mintegy húsz opera főszerepét énekelte: Traviata, a Rigoletto és Korinthosz ostroma (a Görög Nemzeti Opera premierjei).
Továbbá szerepelt az Attila, a Boleyn Anna és a Szöktetés a szerájból előadásain a Görög Nemzeti Operában.
2008 óta igazgatóként dolgozik. Énekelt Thánosz Mikrúcikosz Helena visszatérése (1993) és Míkisz Theodorákisz Antigonéja (1999) világpremierjén az Athéni Koncertteremben.

## Diszkográfia
- Songs I Love – London, 1995, Sommrecords
- A keresztre feszítés – Y. Boufides, Athén, 1996
- 2000 karácsonya – Athén, 2000
- Antigoné – Míkisz Theodorákisz (opera)
- Brentano Lieder – Dafné – R. Strauss
- Aria – Athén, (2006) – Bellini, Verdi, Meyerbeer, Mozart áriái
- Mozart: Mitridate, Pontus királya (Aspasia) – Teatro la Fenice (1999), Koncert: Roderick Brydon

## Filmográfia
- Malina, rendezte: Werner Schroeter (1991)
- Poussières d'amour, rendezte: Werner Schroeter (1996)

## Elismerései, díjai
- Aranyérem a Toulouse-i Nemzetközi Énekversenyen (1977)
- A legjobb előadónak járó díj, Spoleto, Olaszország
- 1. díj az olaszországi Vincenzo Bellini Nemzetközi Versenyen (1983)
- UNESCO Maria Callas-díj (2016)[3]
- Traetta-díj (2018)

## Fordítás
- Ez a szócikk részben vagy egészben  a   Jenny Drivala című angol Wikipédia-szócikk ezen változatának fordításán alapul.  Az eredeti cikk szerkesztőit annak laptörténete sorolja fel. Ez a jelzés csupán a megfogalmazás eredetét és a szerzői jogokat jelzi, nem szolgál a cikkben szereplő információk forrásmegjelöléseként.